# Chaurjahari
Chaurjahari – gaun wikas samiti w zachodniej części Nepalu w strefie Rapti w dystrykcie Rukum. Według nepalskiego spisu powszechnego z 2001 roku liczył on 1549 gospodarstw domowych i 8261 mieszkańców (4139 kobiet i 4122 mężczyzn).